# Łopacianka
Łopacianka es un pueblo de Polonia situado en Mazovia. Según el censo de 2021, tiene una población de 195 habitantes.
Está ubicado en el municipio (gmina) de Borowie, perteneciente al distrito (powiat) de Garwolin. 
Se encuentra aproximadamente a 17 km al noreste de Garwolin y a 65 km al sureste de Varsovia. 
Entre 1975 y 1998 perteneció al voivodato de Siedlce.